# 王理 (南北朝)
王理，南北朝人物，出自琅琊王氏。王理是王奂之孙，王肃次子，王绍之弟。
493年，王肃归降北魏，501年，王肃去世前夕，其妻谢氏带着女儿王普賢和王绍至寿春。王理直到魏孝静帝初年（530年代）才得还朝（抵达北方的东魏），武定末年（540年代），被任命为著作佐郎。